# St. Andreas (Oberstreu)

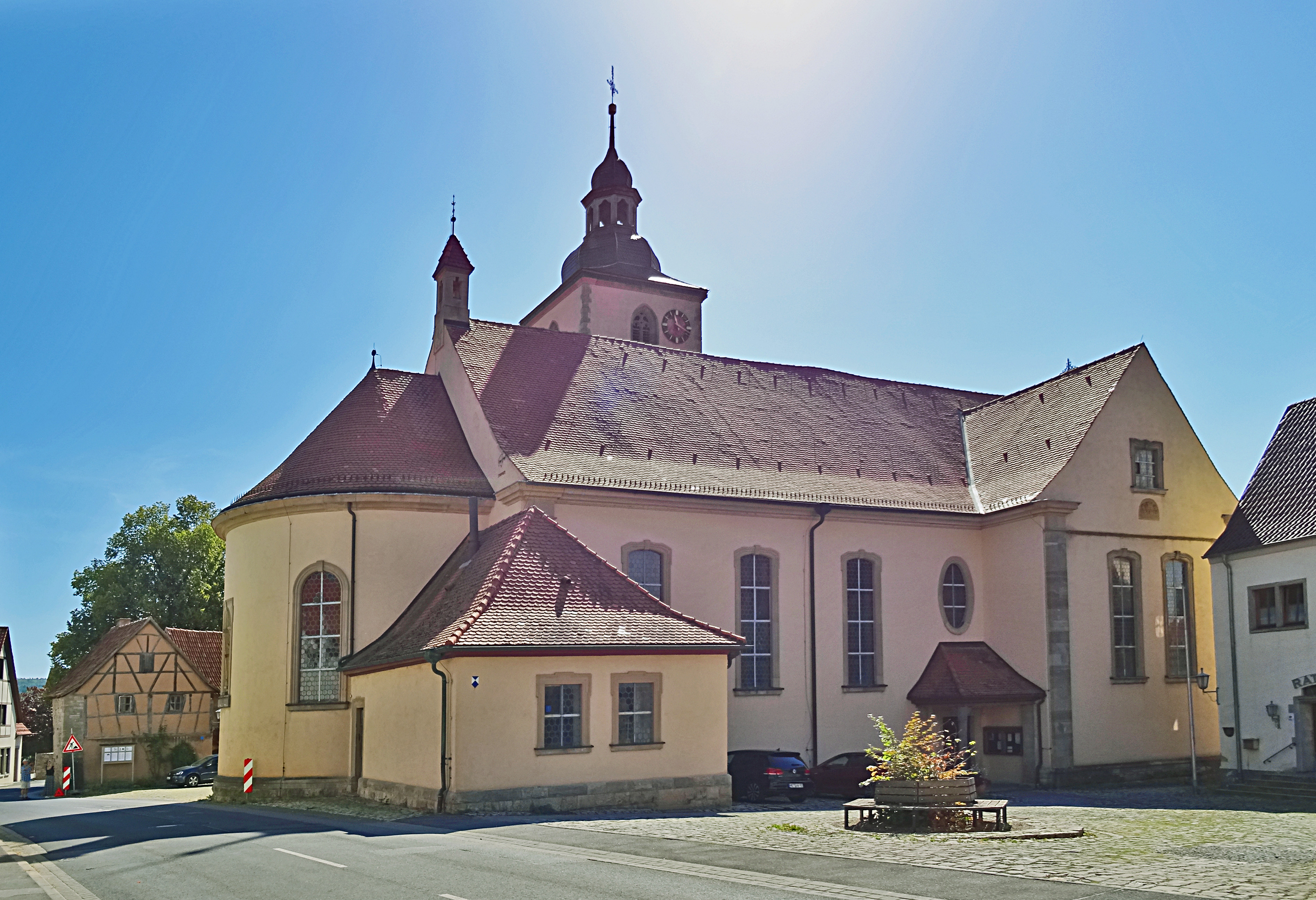
St. Andreas (Oberstreu)

Die römisch-katholische, denkmalgeschützte Pfarrkirche St. Andreas steht in Oberstreu, einer Gemeinde im Landkreis Rhön-Grabfeld (Unterfranken, Bayern).  Das Bauwerk ist unter der Denkmalnummer D-6-73-151-3 als Baudenkmal in der Bayerischen Denkmalliste eingetragen. Die Pfarrei gehört zur Pfarreiengemeinschaft Franziska Streitel (Mellrichstadt) im Dekanat Bad Neustadt des Bistums Würzburg.
Kirchenpatron ist der Apostel Andreas.

## Beschreibung

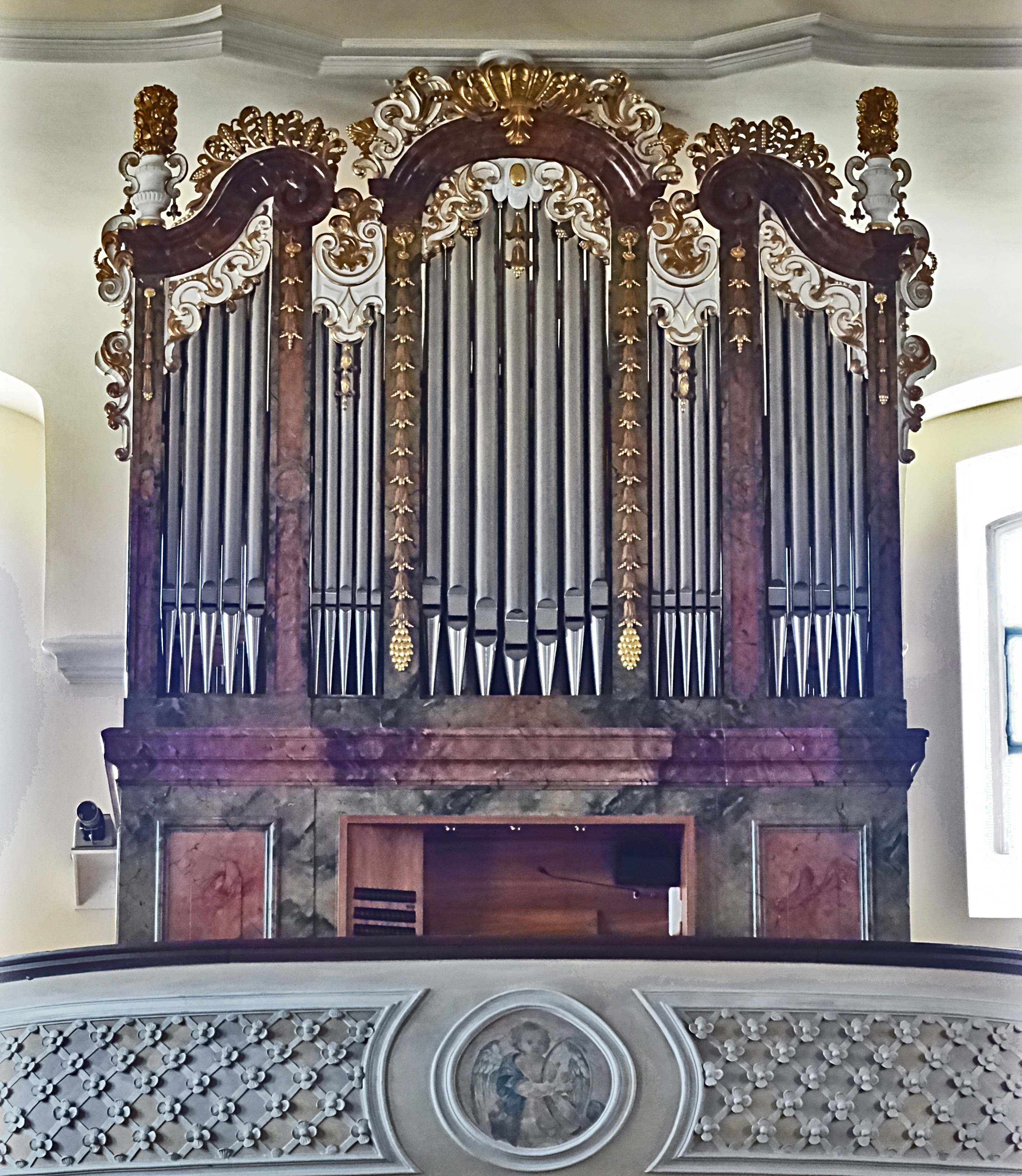
Hofmann-Orgel

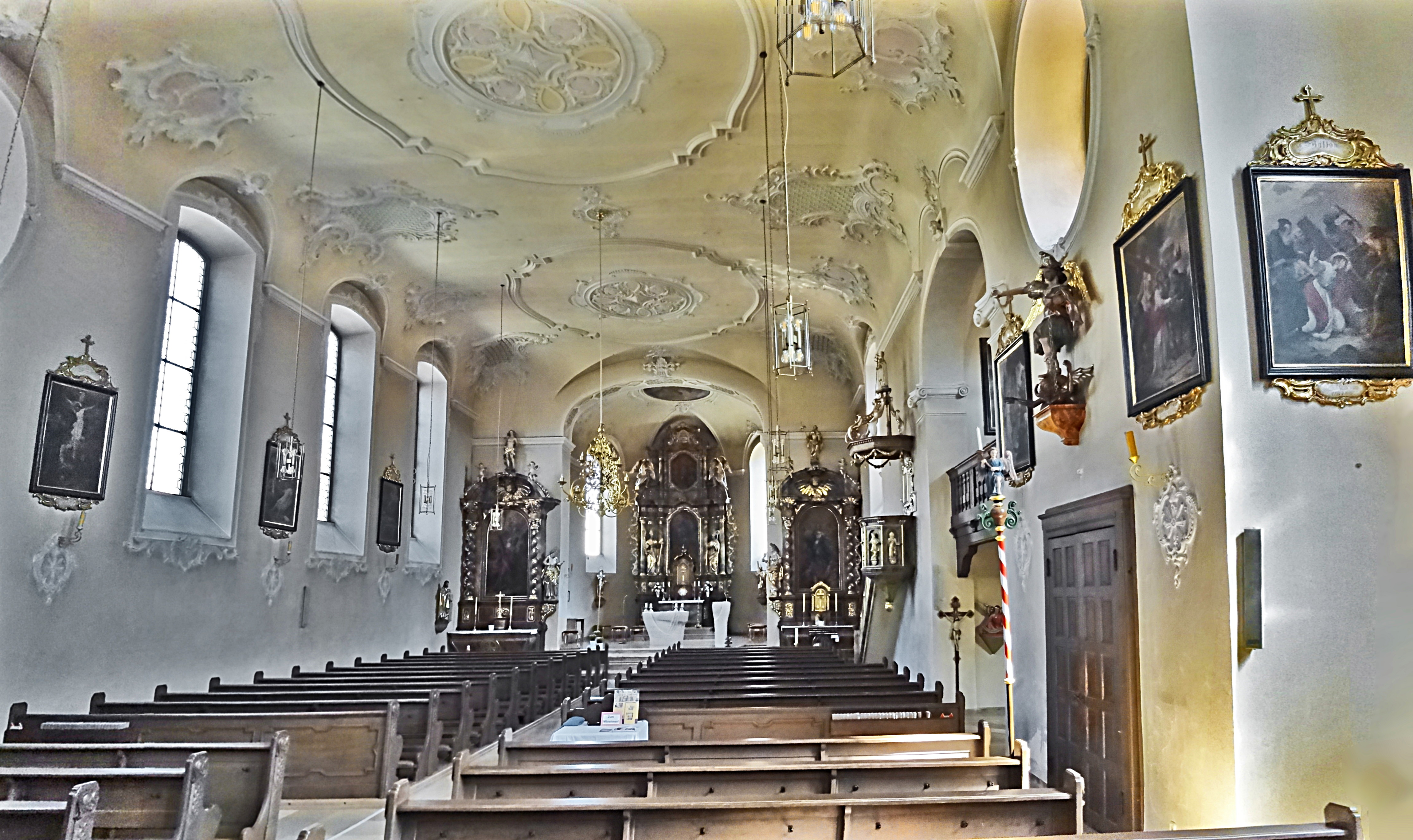
Innenansicht

Das neubarocke Langhaus, das ein Querschiff hat, und der eingezogene, halbrund geschlossene Chor im Norden wurden erst 1914 erbaut. An der Ostwand des Langhauses zwischen Querschiff und Chor steht der Kirchturm, dessen untere Geschosse auf einen Chorturm aus dem 12. Jahrhundert zurückgehen. Er wurde 1608 aufgestockt und in der 2. Hälfte des 17. Jahrhunderts mit einer Welschen Haube bedeckt. Das Portal befindet sich in der von Pilastern an den Ecken flankierten Fassade im Süden. Beidseits des Portals stehen in Nischen je eine Statue. Der Altar und die Kanzel wurden um 1700 gebaut. Die Deckenmalerei, die Bemalung eines Seitenaltars und Bilder der Kreuzwegstationen stammen von Eulogius Böhler.
Die Orgel mit 29 Registern, verteilt auf 2 Manuale und Pedal, wurde 1915 von Eduard Hofmann aus Hofheim gebaut und durch Hoffmann & Schindler 2018 restauriert. Sie hat 2049 klingende Pfeifen, die 29 Register sind durch Einzeltonsteuerung auf 45 Register ausgebaut.